# Notre-Dame-de-Lorette (metrostation)
Notre-Dame-de-Lorette is een station van de metro in Parijs langs metrolijn 12 in het 9de arrondissement.

Het station werd op 5 november 1910 geopend als onderdeel van het oorspronkelijke traject van lijn A van de maatschappij Nord-Sud tussen Porte de Versailles en Notre-Dame-de-Lorette. Het was het noordelijke eindpunt van de lijn tot de verlenging tot Pigalle op 8 april 1911. Op 27 maart 1931 werd lijn A lijn 12 van de Métro. Het station is genoemd naar de Notre Dame de Lorette kerk. Tussen dit station en het station Saint Georges ligt een van de nauwste bochten van het Parijse metronet, vanwege de aanwezigheid van de crypte van de kerk moest een zeer geringe boogstraal gebruikt worden. Op 21 augustus 2000 ontspoorde hier een MF 67 die te hard reed. Er waren 24 lichtgewonden.

Het station ligt op korte loopafstand van het station Le Peletier op lijn 7, maar een gratis overstap is niet toegestaan.
- Virtual International Authority File: 217388216

Mairie d'Aubervilliers · Aimé Césaire · Front Populaire · Porte de la Chapelle · Marx Dormoy · Marcadet - Poissonniers · Jules Joffrin · Lamarck - Caulaincourt · Abbesses (metrostation) · Pigalle · Saint-Georges · Notre-Dame-de-Lorette · Trinité - d'Estienne d'Orves · Saint-Lazare · Madeleine · Concorde · Assemblée nationale · Solférino · Rue du Bac · Sèvres - Babylone · Rennes · Notre-Dame-des-Champs · Montparnasse - Bienvenüe · Falguière · Pasteur · Volontaires · Vaugirard · Convention · Porte de Versailles · Corentin Celton · Mairie d'Issy